# Mob kara Hajimaru Tansaku Eiyūtan
Mob kara Hajimaru Tansaku Eiyūtan (モブから始まる探索英雄譚 Mobu kara Hajimaru Tansaku Eiyūtan?) es una serie de novelas ligeras japonesas escritas por Kaitō e ilustradas por Almic. Comenzó a serializarse en línea en abril de 2019 en el sitio web de publicación de novelas generadas por usuarios Shōsetsuka ni Narō. Posteriormente fue adquirido por Hobby Japan, que ha publicado once volúmenes desde julio de 2021 bajo su sello HJ Bunko. 
Una adaptación de manga con arte de Terio Teri se ha serializado en la revista web de manga seinen Dokodemo Young Champion, de Akita Shoten, desde agosto de 2021 y se ha recopilado en cinco volúmenes de tankōbon. Una adaptación de la serie de televisión de anime producida por Gekkō se estrenó en julio de 2024.

## Personajes
Kaito Takagi (高木 海斗 Takagi Kaito?)
 Seiyū: Yuya Hozumi
Sylphy (シルフィー Shirufī?)
 Seiyū: Kana Hanazawa
Haruka Katsuragi (葛城 春香 Katsuragi Haruka?)
 Seiyū: Azumi Waki
Luceria (ルシェリア Rusheria?)
 Seiyū: Mayu Sagara
Airi Jingūji (神宮寺 愛理 Jingūji Airi?)
 Seiyū: Yoshino Aoyama
Miku Moriyama (森山 ミク Moriyama Miku?)
 Seiyū: Saika Kitamori
Hikari Tanabe (田辺 光梨 Tanabe Hikari?)
 Seiyū: Azusa Tsugimori

## Contenido de la obra

### Anime
El 27 de diciembre de 2023 se anunció una adaptación de la serie de televisión de anime. La serie está producida por Gekkō y dirigida por Tomoki Kobayashi, con Kazuyuki Fudeyasu a cargo de la composición de la serie, Shoko Yasuda diseñando los personajes y Keiji Inai componiendo la música. La serie se estrenó el 6 de julio de 2024 en Tokyo MX y BS NTV. El tema de apertura es "Up Start" interpretado por Amatsuki, mientras que el tema final es "Strobe Fantasy" interpretado por May'n. Crunchyroll obtuvo la licencia de la serie fuera de Asia. Muse Communication licenció la serie en el sudeste asiático.